# Pseudodynerus luctuosus
Pseudodynerus luctuosus är en stekelart som först beskrevs av Henri Saussure 1856.  Pseudodynerus luctuosus ingår i släktet Pseudodynerus och familjen Eumenidae.

## Underarter
Arten delas in i följande underarter:
- P. l. beelzebub
- P. l. minapalumboi